# 中学生の基礎英語 レベル1
『中学生の基礎英語 レベル1』（ちゅうがくせいのきそえいご レベル1）は、NHKラジオ第2放送で2021年度から「基礎英語1」に代わって、放送されている中学1年生向けのラジオ番組。英検5級程度の内容としている。

## 概要
社団法人東京放送局（社団法人3局時代の日本の公共放送局のひとつ）が1925年（大正14年）7月20日に現・NHKラジオ第1放送系統で「英語講座」として旧制中学生向け夏季特別番組として放送した語学番組を祖とする。
2025年度に計画されている、ラジオ第2放送の廃止へ向けた実証実験の一環として、2022年4月4日からNHK-FM放送も朝6時からラジオ第2と同時生放送する。土曜日21時00分から22時15分まで1週間分を再放送する。

## 放送日時
2021年度 いずれもラジオ第2
- 初回放送：月-金 6:00-6:15
- 再放送：月-金 19:00-19:15 21:00-21:15

2022年度
- 初回放送：月-金 6:00-6:15、ラジオ第2・FM同時生放送
- 当日再放送：変更なし、ラジオ第2のみ
- 1週間分まとめて再放送：土 21:00-22:15、ラジオ第2のみ

2023年度
- 初回放送：変更なし。月-金 6:00-6:15、ラジオ第2・FM同時生放送
- 当日再放送：月-金 18:45-19:00 21:00-21:15、ラジオ第2のみ
- 1週間分まとめて再放送：変更なし。

2024年度
- 初回放送：月-金 5:00-5:15 FM放送、6:00-6:15 ラジオ第2放送
- 当日再放送：変更なし。
- 1週間分まとめて再放送：変更なし。

2025年度
- 初回放送：月-金 6:15-6:30 ラジオ第2放送
- 当日再放送：月-金 13:00-13:15 18:45-19:00 21:00-21:15 ラジオ第2放送、23:30-23:45 FM放送
- 1週間分まとめて再放送：変更なし。

## 出演者
- 本多敏幸（講師・テキスト執筆）
- 森迫永依（ストーリー出演）
- ダイアナ・ガーネット（パートナー）
- クリス・ネルソン（パートナー）

## 放送内容
2021年度
- 4月：自己紹介してみよう
- 5月：自分がしたことを言ってみよう
- 6月：友達を紹介してみよう
- 7月：予定を話してみよう
- 8月：１か月で重要ポイント 総まとめ!
- 9月：今していることを言ってみよう
- 10月：自分のまちを紹介しよう
- 11月：自分のことを話してみよう
- 12月：感想や考えを言ってみよう
- 1月：提案やアドバイスをしてみよう
- 2月：賛成、反対についてたずねてみよう
- 3月：喜びを表現しよう

2022年度
- 4月：自分のことを話そう
- 5月：過去のことを話そう
- 6月：友だちや家族のことを話そう
- 7月：未来のことを話そう
- 8月：１か月で重要ポイント 総まとめ!
- 9月：いましていることを伝えよう
- 10月：自分の町や学校のことを話そう
- 11月：自分の考えを伝えよう
- 12月：味や見た目を説明しよう
- 1月：目的や理由を説明しよう
- 2月：くわしく説明しよう
- 3月：さまざまな表現で話してみよう

2023年度
- 4月：自分のことを話そう
- 5月：過去のことを話そう
- 6月：友だちや家族のことを話そう
- 7月：未来のことを話そう
- 8月：１か月で重要ポイント　総まとめ！
- 9月：今していることを伝えよう
- 10月：自分の町や学校のことを話そう
- 11月：自分の考えや目標を伝えよう
- 12月：いろいろな文の形で情報を伝えよう
- 1月：目的や理由を説明しよう
- 2月：くわしく説明しよう
- 3月：さまざまな表現で話してみよう

2024年度
- 4月：自分のことを話そう
- 5月：過去のことを話そう
- 6月：友だちや家族のことを話そう
- 7月：未来のことを話そう
- 8月：中学英語をイチから復習しよう
- 9月：今していることを伝えよう
- 10月：自分の町や学校のことを話そう
- 11月：自分の考えや目標を伝えよう
- 12月：いろいろな文の形で情報を伝えよう
- 1月：目的や理由を説明しよう
- 2月：くわしく説明しよう
- 3月：さまざまな表現で話してみよう

2025年度
- 4月：コミュニケーションの基本 自己紹介ができるようになる！